# Mullach Clach a’ Bhlàir
Der Mullach Clach a’ Bhlàir ist ein 1019 Meter hoher, als Munro eingestufter Berg in Schottland. Sein gälischer Name bedeutet in etwa Gipfel der steinigen Ebene.  Der Gipfel liegt in der Council Area Highland in den zentralen Cairngorms gut 20 Kilometer südlich von Aviemore und knapp 30 Kilometer westlich von Braemar.
Im Unterschied zu den meisten anderen Munros der Cairngorms ist der Mullach Clach a’ Bhlàir ein vergleichsweise unauffälliger Berg. Er liegt am Südwestrand einer weiten, aus Moor- und Heideflächen bestehenden, auf etwa 950 Meter Höhe liegenden Hochfläche, die als Moine Mòr bezeichnet wird. Sie schließt sich südwestlich der nördlich benachbarten Munros Sgòr Gaoith und Braeriach an. Der Gipfelbereich des Mullach Clach a’ Bhlàir hebt sich nur wenig von der Hochfläche ab und besteht aus einem breiten Plateau, dessen höchster Punkt durch einen Cairn markiert ist. Lediglich nach Süden und Westen fällt der Berg mit steileren, gras- und heidebewachsenen Hängen ab, die am Rand des südwestlich mit einigem Abstand verlaufenden Glen Feshie steiler und felsdurchsetzt abbrechen. Neben einem wenig markanten kurzen und breiten Südostgrat besitzt der Mullach Clach a’ Bhlàir noch einen deutlich längeren und auffälligen Südwestgrat, der bis zu den als Creag na Gaibhre bezeichneten Felsabbrüchen in das Glen Feshie führt. Auf der Nordseite dieses Grats finden sich unterhalb eines als Druim nam Bò bezeichneten Vorgipfels einige steilere Abbrüche mit Felsen, ansonsten ist der Grat wie auch der gesamte Berg von Gras- und Heideflächen mit schütterem Bewuchs und einzelnen Steinbrocken geprägt. Nördlich des Gipfelplateaus liegt das canyonartig tief in die Hochfläche eingeschnittene Coire Garbhlach.

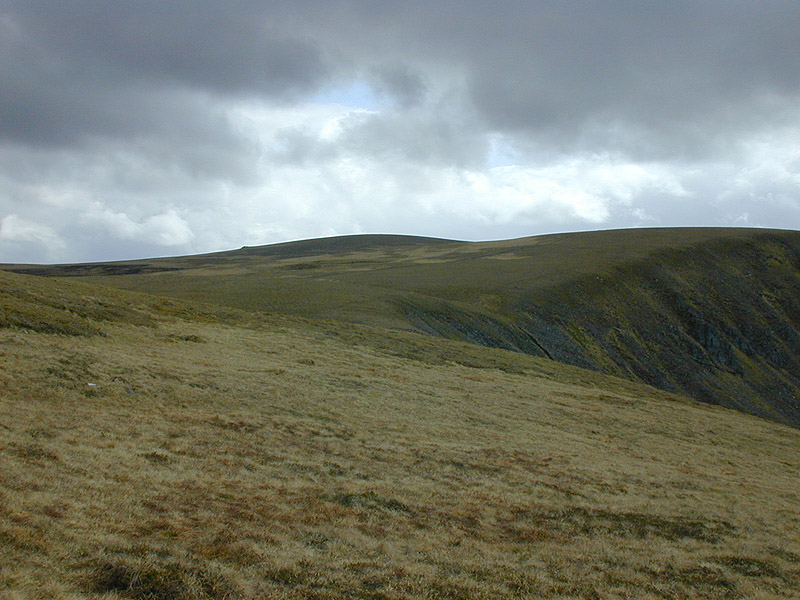
Anstieg von Norden vom Hochplateau Moine Mòr zum Gipfelplateau des Mullach Clach a’ Bhlàir
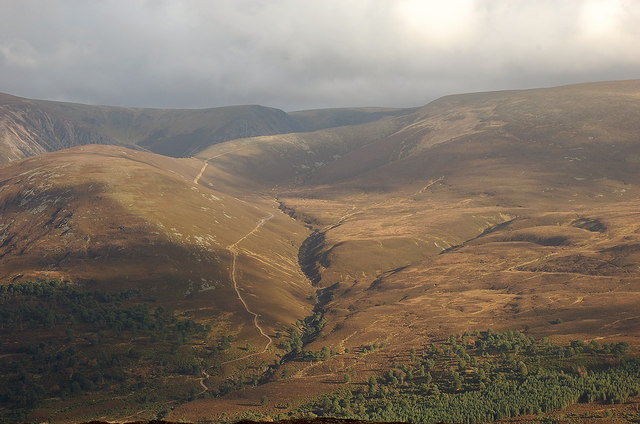
Blick über Glen Feshie von Westen, links der Einschnitt des Coire Garbhlach, rechts das Gipfelplateau des Mullach Clach a’ Bhlàir, in der Mitte die Fahrpiste auf das Plateau
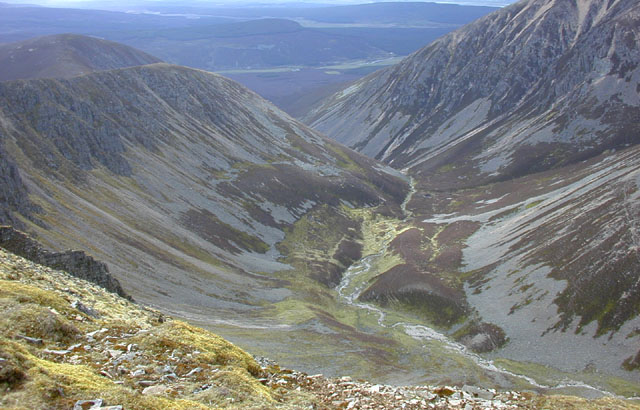
Blick vom Hochplateau Moine Mòr in das Coire Garbhlach nördlich des Mullach Clach a’ Bhlàir
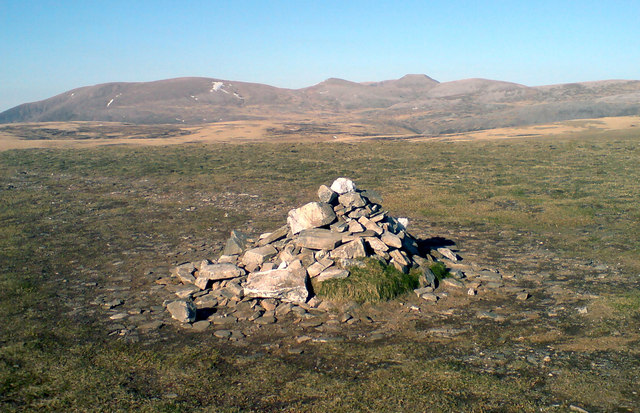
Der Gipfelcairn des Mullach Clach a’ Bhlàir, Blick nach Norden über das Hochplateau auf Braeriach (links), Sgòr an Lochain Uaine (Mitte) und Cairn Toul (rechts)

Durch seine Lage am Westrand der Cairngorms ist der Mullach Clach a’ Bhlàir vergleichsweise gut für Munro-Bagger erreichbar. Üblicher Ausgangspunkt ist ein Parkplatz am Ende der Fahrstraße in das Glen Feshie, die südlich von Aviemore aus dem Speytal abzweigt. Aus dem Glen Feshie bestehen mehrere Möglichkeiten, über die das Hochplateau Moine Mòr erreicht werden kann. Am einfachsten ist der Zustieg über eine für geländegängige Fahrzeuge ausgebaute Piste südlich des Coire Garbhlach, die wenige hundert Meter nördlich des Gipfelcairns über das Hochplateau verläuft. Auch durch das Coire Garbhlach ist ein Zustieg möglich, der allerdings etwas anspruchsvoller und steil ist. Oberhalb der Felswände Creag na Gaibhre führt ein weiterer Zustieg aus dem Glen Feshie über den langen Südwestgrat bis zum Gipfel. Munro-Bagger kombinieren den Mullach Clach a’ Bhlàir oft mit der Besteigung des am Nordrand der Moine Mòr liegenden, 1118 Meter hohen Sgòr Gaoith.